# Mondsee
Mondsee es una localidad del distrito de Vöcklabruck, en el estado de Alta Austria, Austria, con una población estimada a principio del año 2018 de 3734 habitantes. 
Se encuentra ubicada al este del estado, cerca del lago Atter, de la frontera con el estado de Salzburgo, al sur del río Danubio y al suroeste de la ciudad de Linz —la capital del estado—.

## Historia
Se han encontrado los restos de asentamientos bajo el agua en el área de Mondsee cerca del lago y Scharfling. Una rica colección de evidencia de cerámica neolítica y herramientas hechas de piedra y hueso fue descubierta e interpretada como los restos de una cultura de construcción de pilas. La ciencia ha acuñado el nombre de la cultura Mondsee después del principal sitio de descubrimiento en Mondsee. Es aproximadamente de 2800 a 1800 a. C.  y se extiende sobre la mayor parte de la Alta Austria y partes de Salzburgo. Investigaciones recientes han demostrado que se trata de asentamientos rurales originales que luego fueron sumergidos por el aumento del nivel del mar. El Museo de Mondseeland tiene una extensa colección de construcción de pilotes.
En la época romana había un asentamiento aquí, como lo demuestran las pruebas, y una carretera lo conectaba con Juvavum, el Salzburgo romano. Alrededor de 600 los bávaros comenzaron a colonizar el Mondseerland y talaron los bosques. En 748, el duque bávaro Odilo fundó el Monasterio de Mondsee de la familia de Agilolfinger. A partir de entonces, el desarrollo fue moldeado por el monasterio, tanto espiritual, cultural y económicamente.
Hasta 1506, Mondseeland perteneció al ducado de Baviera. Luego se convirtió en propiedad de los Habsburgo, como parte del territorio que el emperador Maximiliano I tomó como recompensa por su arbitraje en la resolución de la guerra de sucesión de Landshut. En 1791 el monasterio fue cerrado bajo el emperador Leopoldo II. En 1810, el mariscal de campo bávaro Carl Philipp von Wrede recibió el monasterio abandonado de Mondsee (junto a Suben y Gleink) como un castillo con su propio gobierno, Wrede siguió siendo el propietario incluso después de que el área regresara a Austria y promoviera el área lo mejor que pudiera (construcción de carreteras, comienzo de la producción del Queso Mondsee...).
Desde 1867 ha habido turismo en Mondsee, el primer barco de vapor comenzó en 1872. En 1891, la ciudad se conectó con un ramal al ferrocarril local de Salzkammergut (que se cerró en 1957).

## Geografía
El pueblo está situado a 493 m sobre el nivel del mar en el Hausruckviertel en Mondsee. La expansión es de 9,5 km de norte a sur, de oeste a este de 7,7 km. El área total es de 16.4 km², el 0.6% del área está cubierta de bosques, el 7.3% del área se usa para la agricultura, el 83% del área está ocupada por Mondsee.
Toda la superficie del agua del Mondsee pertenece al municipio del mismo nombre. Esto también se aplica al Kreuzstein en el lago.

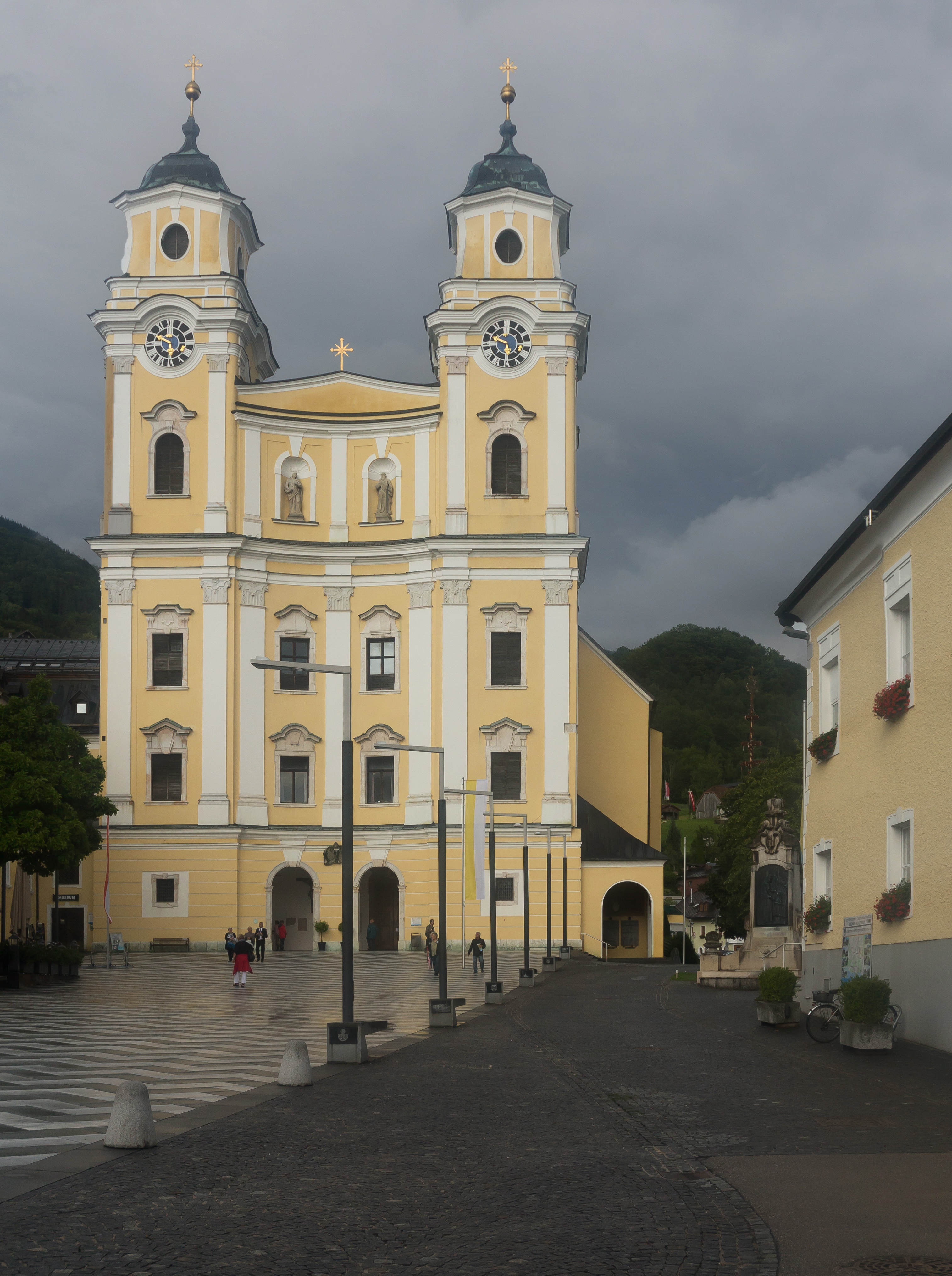
Mondsee, la basilica catolica: Basilika Sankt Michael